# Karel Kotrba
Karel Kotrba (n. secolul al XIX-lea – d. secolul al XX-lea) a fost un jucător de hochei pe gheață ce a reprezentat Cehoslovacia, medaliat olimpic. A participat la o ediție a Jocurilor Olimpice (1920) în care a câștigat o medalie de bronz.